# 駆逐型デストロイヤー艦
駆逐型デストロイヤー艦（くちくがたデストロイヤーかん）は、「宇宙戦艦ヤマトシリーズ」に登場する架空の宇宙戦闘艦。デザイン担当は加藤直之、松崎健一。
ガミラス帝国が保有する戦闘艦であることから、単に「ガミラス艦」と呼称されることもある。

## 諸設定
ガミラス帝国、ガルマン・ガミラス帝国において、その範囲・期間ともに最も多く運用されている艦であり、本艦型を含めたデストロイヤー艦系列は戦艦のすぐ下位の艦である。だだし、これは地球人類が19世紀末に誕生させたバトルシップ (戦艦)とデストロイヤー(駆逐艦)の概念ではなく、両者の雰囲気が帆走軍艦の戦列艦とフリゲートの関係にあると考えると解りやすい。本艦はデストロイヤー艦系列の中の標準仕様の艦として汎用性を重視し、艦隊の護衛・哨戒・威力偵察などさまざまな任務をこなし得る小型戦闘艦である。全長は150メートルあるいは72メートルとされ、概ね駆逐艦に分類されているが、全長180メートルの巡洋艦とする本もあった。なお、バンダイifシリーズのSLG「宇宙戦艦ヤマト」では本艦型の艦種は「C」と表記され、巡洋艦に分類されている。
艦容は、魚類もしくは爬虫類のような、丸み帯びた独特の生物的フォルムをしている。艦首上部にはツノのような意匠があり、両舷の下部からは翼状の構造物が張り出ている。ただし、艦橋構造物のデザイン、兵装や構造物にメインノズルのレイアウトは、地球側の戦闘艦に類似している。
艦首（目に相当する部分）に大口径エネルギー砲2門、実質的な主砲としてガミラス式の無砲身3連装エネルギー砲塔が甲板部に艦首2基、艦尾1基の計3基、艦底部に2基（劇中では1基に描かれることもある）、舷側部に3連装の砲郭式副砲が4基（2基ずつ繋がっている）、両翼部に小型魚雷発射管左右各2門計4門、およびエネルギー機関砲左右各5門と駆逐艦規模の船体に過剰と言える程の重武装が施されている。ただし、艦首エネルギー砲については、大型魚雷発射管とする資料もある。エネルギー砲であるという設定としては本砲は粒子ビーム砲であり、駆逐艦級である本艦の機関出力ではエネルギー供給が容易ではなく、波動砲ほどではなくてもエネルギー充填が必要で、当たればそこそこの打撃力を有するものの、発射間隔が長いため、水雷戦隊全艦の一斉射撃という運用が最も効果的であったとされる。装甲に強力な耐ビームコーティングがなされているのか、地球の宇宙艦船の主砲であるフェーザー光線砲のビームを弾き、沖田十三をして「奴らには、この艦（沖田艦）では勝てない」と言わしめた防御装甲を持つ。ただし宇宙突撃駆逐艦のミサイル（魚雷）で撃沈される描写もあり、光学兵器に対しては充分な防御力を持つ反面、実体弾による攻撃には脆いとみられる。
艦体色はガミラスのイメージカラーのひとつである緑。艦首にあるツノの部分は濃緑である。大型エネルギー砲の砲ロ部分は内部に行くにしたがって、橙から黄に塗り分けられている。舷側部の3連装砲は黄色。また、艦橋のアンテナおよび煙突状構造物は、黄色で塗装されていることもある。
デザインは1969年の特撮映画『緯度0大作戦』に登場する「黒鮫号」に似ている。準備稿ではグリーンとダークブルーの二色迷彩が提案されたが、アニメスタッフの「彩色が面倒」「動かすのに手間が掛かりすぎる」との理由で却下されている。なお、この時の意趣返しとして松本零士は、劇場版『銀河鉄道999』のクイーン・エメラルダス号を「敢えて迷彩塗装にした」と語っている。また、この準備稿では各砲塔は無砲身ではなく、舷側部の砲郭も3連装ガトリング砲状のデザインになっていた。
派生型として、高速巡洋型クルーザーと駆逐型ミサイル艦が存在する。前述の戦闘艦2種と本艦型をまとめて「ガミラス艦は3タイプ存在する」といわれることがあり、本艦型はそれら3タイプの中では最も機動力に優れている。

## 劇中での登場
宇宙戦艦ヤマト
各話冒頭のあらすじシーンを除けば、第1・7・8・9話に登場する。第1話、冥王星最前線基地司令所属の艦隊として、地球防衛艦隊と交戦。旗艦の沖田艦を除いて全滅させ、地球とガミラスとの圧倒的な戦力差を演出している。ただし、艦長古代守の宇宙突撃駆逐艦ゆきかぜのミサイル攻撃によって、何隻か撃沈されている。この時の艦隊編成が、台詞と映像とでは食い違っており、地球防衛艦隊乗組員の台詞では「超弩級宇宙戦艦6、巡洋艦8、護衛艦多数」だが、映像では本艦型のみしか登場していない。また、古代守は本艦を「突撃艦」と呼んでいた。
ヤマト登場後は形勢を逆転される。第7話では冥王星に接近するヤマトを反射衛星砲の射程へ誘い込むために多数出撃するが、ブラックタイガーの機銃掃射と、ヤマトのショックカノンで何隻も沈められている。
第8話で、水没した冥王星基地から他の艦と共に脱出。続く第9話で、補修中のヤマトに集中砲撃を加えるが、アステロイドシップの岩盤とアステロイドリングの攻防一体の戦法で防がれて戦況が進展せず。その間にヤマトの修理が完了することを恐れたシュルツの命令により、全艦でヤマトに体当たりを敢行。しかし、突入直前にヤマトはアステロイドリングの岩盤を解除し、各艦は岩盤を避けようとしたため、味方艦同士の衝突事故を引き起こして全滅した。以降、本編中には登場しない。
宇宙戦艦ヤマト2
ガミラス残存艦隊の主力戦闘艦として、第3話から多数登場する。第23話で、太陽系での決戦でデスラーは磁力機雷で動きを封じたヤマトに、多数の駆逐型デストロイヤー艦が砲撃を加える。しかし、とどめとして発射したデスラー艦のデスラー砲を小ワープで回避され、そのままヤマトがデスラー艦に接舷して白兵戦に持ち込んだため、他の艦艇は旗艦を人質にとられた格好になり、手出しができなくなってしまう。なお一部のシーンで、デスラー艦と同じ青色に塗られている艦がある。
宇宙戦艦ヤマト 新たなる旅立ち
この作品でも、引き続きガミラス残存艦隊の主力戦闘艦として多数登場。本作の作画では、全体のシルエットが丸っこくなっているほか、下面の砲塔が1基しか描かれていない。
新天地を探す旅に発つ前に最後の別れを告げるべく、ガミラス本星に立ち寄った際、そこでガミラシウムの採取をしていた暗黒星団帝国の作業船団と護衛艦隊に遭遇。他の艦と共にこれと交戦するが、その最中に作業船の誘爆により火山活動が活発化し、ガミラス本星を脱出する。
その後、ガミラス本星の消滅により、暴走の末ワープしたイスカンダルを追跡するが、追いついた直後に暗黒星団帝国マゼラン方面第一艦隊に襲撃されて多数が撃沈される。辛うじて少数がイスカンダルの海に着水するが、敵艦隊旗艦「プレアデス」艦載のイモ虫型戦闘機の雷撃を受けて損耗し、最後に残った1隻はプレアデスの砲撃により沈む。
宇宙戦艦ヤマトIII
第17話のみ登場。ガルマン・ガミラス本星の防衛戦力として宇宙空港に配備されており、本星に送り込まれたボラー連邦のワープミサイルを迎撃した。また、デスラーの回想内だが、第16話でのガルマン本星解放作戦時にも2カットだけ登場している。
1983年に刊行にされた小学館の『THIS IS ANIMATIONザ・セレクト4 宇宙戦艦ヤマト 完結編』内でプロデューサーの西崎義展自らが執筆した小説では、苦戦する対ボラーの最前線へ10隻の駆逐型デストロイヤー艦で構成された艦隊が、総統直々の命令で増派されている。期待していた援軍の旧型艦ぶりにガルマンの軍人達は絶句するが、乗組員は全て旧ガミラス帝国以来の猛者達で自らを「デスラー総統の戦友」と称するベテランであり、犠牲も出たがデスラーの信任に応えて、ボラー艦隊を駆逐している。乗組員の手でステルス塗料を不細工に塗った迷彩色が特徴。なお、この小説では艦首の大型エネルギー砲が本艦型の主砲とされている。

## リメイクアニメ
『宇宙戦艦ヤマト』のリメイク作品『宇宙戦艦ヤマト2199』（以下、『2199』）を初作とする本シリーズでは、艦級・艦種名が「デストリア級航宙重巡洋艦」となっている。デザイン担当は出渕裕、艦内は石津泰志。
諸元は全長270メートル、全幅63メートル、全高68メートルに設定されている。デザイン面では細部のディテールアップがなされ、舷側の3連装砲郭が槍状ではなく普通の砲身になっているなどの変更がある。上述の「目」の部分は巡航時は薄緑色で、戦闘時のみ旧作同様のグラデーションがかかった色に発光する。これは、他のガミラス艦にも共通する特徴である。また、航行する際には、メインエンジンのノズルが後方から見て時計回りに回転する。艦橋が2つ存在し、放射状窓の部分が第一艦橋、その下の縦スリットの部分が第二艦橋である。第一艦橋内の形状は、メルトリア級やケルカピア級と同一となっている。
他の艦級と比較して魚雷発射管の数を減らした分、主機関の大型化が可能となり、ビーム兵器を多数搭載していると設定されている。
所属によって艦体色に違いがあり、ゲール艦隊所属艦は緑と濃緑の迷彩塗装となっているほか、航宙親衛艦隊所属艦は青色に塗装されている。また、航宙親衛艦隊所属艦は他のガミラス艦艇と異なり、「目」の色が巡航時はピンク色で、戦闘時は黄色からピンク色へのグラデーションがかかった色になる。
なお、『2199』序盤劇中では、地球側からは「巡洋艦」ではなく「戦艦」と識別されている。

### 劇中での登場（リメイクアニメ）
宇宙戦艦ヤマト2199
第1話冒頭の冥王星沖海戦（地球側作戦名「メ号作戦」）で初登場。第3話ではヤマトの抜錨後初の対艦戦の相手として、木星の浮遊大陸基地に配備されていた1隻が、クリピテラ級航宙駆逐艦3隻とともに出撃するが、ショックカノンの直撃を受けて撃沈される。
第6話では、戦況不利による冥王星基地からの脱出の際、ヤマトの地上攻撃によって発生した誘爆により、駐留艦艇のほぼ全てが基地内で轟沈し、ヴォル・ヤレトラー乗艦の1隻のみが、シュルツとガンツ乗艦のガイデロール級「シュバリエル」、およびクリピテラ級2隻とともに脱出に成功する。その後、ヤマトの追撃でクリピテラ級が撃沈される中、シュバリエルを逃がすため、反転してヤマトに突っ込んでいき、ショックカノンの一撃で轟沈する。しかし、シュバリエルはその隙にゲシュタムジャンプ（地球側でのワープ）で離脱できたため、足止めには成功する。
以後も第10話・第15話・第18話などで多数が登場して再三ヤマトと交戦している。
宇宙戦艦ヤマト2199 星巡る方舟
バンデベル艦隊所属艦として迷彩塗装の艦が、第8警務艦隊所属艦として通常塗装の艦が登場する。
宇宙戦艦ヤマト2202 愛の戦士たち
第1話において辺境警備第38任務部隊所属艦として初登場。第11話からは親衛隊塗装の艦も登場する。
宇宙戦艦ヤマト2205 新たなる旅立ち
デスラー艦隊や亜空間ゲート守備隊の所属艦が登場。デスラー艦隊には通常塗装の艦と親衛隊塗装の艦が入り混じっている。

## PSゲームシリーズ
PS用『宇宙戦艦ヤマト 遥かなる星イスカンダル』『さらば宇宙戦艦ヤマト 愛の戦士たち』『宇宙戦艦ヤマト 英雄の軌跡』、PS2用『宇宙戦艦ヤマト イスカンダルへの追憶』に登場。
宮武一貴により新たな設定と描写が追加され、舷側部3連砲の砲身などの細かいディテールも異なったものとなった。なお、艦底部に2基あった三連装砲塔は1基に減らされている。また、オリジナルシリーズでは駆逐艦であった艦種類別も巡洋艦に変更されている。
ゲーム内では、デストロイヤー艦（『遥かなる星イスカンダル』『英雄の軌跡』）、デストロイヤー級巡洋艦（『遥かなる星イスカンダル』ゲーム内での初戦闘時の識別確認のセリフ上）、ガミラス駆逐巡洋艦（『さらば』）、駆逐巡洋デストロイヤー級（『イスカンダルへの追憶』）、D型デストロイヤー（『イスカンダルへの追憶』での別称）と呼称されている。『イスカンダルへの追憶』では各艦に艦名があり、「バドールIV」「グノールI」などがある。
『遥かなる星イスカンダル』時の設定では、最も数が多く、ヤマトの副砲クラスの攻撃力の主砲を有する砲艦タイプとされる。射程に関しては、『遥かなる星イスカンダル』では短く設定されており、PS2版の三部作では大口径砲主砲・中口径主砲ともレーダー範囲小に統一されている。
『遥かなる星イスカンダル』には、デスラーの親衛隊「蒼い雷光」仕様の艦が登場している。デスラーのシンボルカラーである蒼色に塗られ、火力・装甲・耐久力など全ての面で、普通のデストロイヤー級を上回る。武装は副砲2基。艦速、機動性はヤマトと同程度。
『さらば宇宙戦艦ヤマト　愛の戦士たち』ではマップ上のユニット識別は「駆逐巡洋艦」と称され、3D戦でのユニット識別はCRUISERで、マップ上の砲撃射程は2マス、砲撃攻撃力は200、3D戦では副砲3基（上甲板前方、後方および艦底部各1基。）、上方ミサイル1基である。『英雄の軌跡』ではストーリー上での相原の艦種識別報告では「ガミラス型駆逐巡洋艦」、マップ上の識別では「デストロイヤー艦」と称され、3D戦でのユニット識別はDESTROYERとされる。マップ上および3D戦データは『さらば』を踏襲するが、HPが8000だったのに対し本作では古代を艦砲制御室に移動させた状態では一撃で沈んでおり、低く設定されているのが分かる。武装は『遥かなる星イスカンダル』をベースに船底部の副砲と上部にミサイルが追加されている。
『イスカンダルへの追憶』での設定では、「デストロイヤー級巡洋駆逐戦艦」のD型（標準タイプ）とされている。武装は中口径主砲5基および上部迎撃ミサイル1基であり、両舷の砲が大口径主砲と中口径主砲という違いはあれど、地球防衛軍の巡洋艦と同じ武装配置がなされた砲戦型のユニットとなっている。ゲーム内ではC型デストロイヤー同様、上甲板の砲は前部と後部の砲塔各1基が前方目標を攻撃する。一方、後方目標は舷側砲郭の三連装砲が攻撃するが射界が狭い。

## ひおあきらの漫画版
ひおあきらによるコミカライズ作品『宇宙戦艦ヤマト』では、初期はアニメ版と同じデザインで描かれており、高速巡洋型クルーザーや駆逐型ミサイル艦とも描き分けがなされていた。しかし、バラン星攻略以降は舷側砲郭を廃して艦橋をシュルツ艦風に変えたオリジナルのガミラス艦に置き換えられ、最終的には旗艦クラスを除いてすべて簡略化したガミラス艦に統一された。なお、本作ではデストロイヤーは戦艦、クルーザーは巡洋艦、ミサイル艦は駆逐艦として扱われている。
『宇宙戦艦ヤマト 新たなる旅立ち』にも登場（ミサイル型やクルーザー型は未登場）。本作では『さらば宇宙戦艦ヤマト 愛の戦士たち』以降のメカの描かれ方の例にもれず、アニメ版の設定画をトレースして描かれている。
『宇宙戦艦ヤマト 完結編』では、終盤に登場するガルマン・ガミラス艦に駆逐型デストロイヤー艦と酷似した艦が登場する。ただし、艦首の開口部や角、無砲身砲塔や舷側砲郭は有するものの、本艦の特徴であった翼状のパーツは有していない。